# Ellerhoop
Ellerhoop är en kommun och ort i Kreis Pinneberg i förbundslandet Schleswig-Holstein i Tyskland.
Kommunen ingår i kommunalförbundet Amt Rantzau tillsammans med ytterligare nio kommuner.